# Список епізодів телесеріалу «До смерті красива»
Список та короткий опис епізодів американського телесеріалу «До смерті красива».
Загалом за шість сезонів, з 12 липня 2009 року до 22 червня 2014 року, було знято 78 епізодів телесеріалу «До смерті красива».

## Сезони
| Сезон | Епізоди | Епізоди | Оригінальний показ | Оригінальний показ |
| Сезон | Епізоди | Епізоди | Перший показ       | Останній показ     |
| ----- | ------- | ------- | ------------------ | ------------------ |
| 1     | 13      | 13      | 12 липня 2009      | 11 жовтня 2009     |
| 2     | 13      | 13      | 6 червня 2010      | 29 серпня 2010     |
| 3     | 13      | 13      | 19 червня 2011     | 25 вересня 2011    |
| 4     | 13      | 13      | 3 червня 2012      | 9 вересня 2012     |
| 5     | 13      | 13      | 23 червня 2013     | 3 листопада 2013   |
| 6     | 13      | 13      | 23 березня 2014    | 22 червня 2014     |

## Епізоди

### Сезон 1 (2009)
| № серії (загалом) | № серії (в сезоні) | Назва серії          | Режисер(и)      | Сценарист(и)                      | Оригінальна дата показу |
| --- | ------------------ | -------------------- | --------------- | --------------------------------- | ----------------------- |
| 1 | 1                  | «Pilot»              | Джеймс Гейман   | Джош Берман                       | 12 липня 2009           |
| За поворотом долі, модель повинна навчитися жити в тілі адвоката з «плюс-сайз» комплекцією.                                                                                    |                    |                      |                 |                                   |                         |
| 2 | 2                  | «The F Word»         | Рон Андервуд    | Карла Кеттнер & Джош Берман       | 19 липня 2009           |
| Деб відкриває для себе, як виглядає життя Джейн з комплекцією «плюс-сайз»; Грейсон і Кім представляють чоловіка у справі про розлучення, який хоче отримати свою нирку назад.  |                    |                      |                 |                                   |                         |
| 3 | 3                  | «Do Over»            | Майкл Ленг      | Алекс Тауб                        | 26 липня 2009           |
| Джейн важко контролювати свої емоції, і її відправляють до в'язниці за неповагу до суду; Кім і Грейсон подають до суду на психіатра.                                           |                    |                      |                 |                                   |                         |
| 4 | 4                  | «The Chinese Wall»   | Лоуренс Трілінг | Таня Сент-Джон                    | 2 серпня 2009           |
| Джейн захищає матір Деб у справі про розлучення; Кім представляє власника собаки, який судиться з компанією, що займається клонуванням домашніх тварин.                        |                    |                      |                 |                                   |                         |
| 5 | 5                  | «Lost and Found»     | Девід Петрарка  | Джанетт Коллінз & Мімі Фрідман    | 9 серпня 2009           |
| Деб лише 24 роки, але вона стоїть на порозі 32-го дня народження Джейн; Кім і Грейсон захищають чоловіка, який створив веб-сайт для подружніх пар, щоб зраджувати один одному. |                    |                      |                 |                                   |                         |
| 6 | 6                  | «Second Chances»     | Майкл Шульц     | Джеффрі Ліппман                   | 16 серпня 2009          |
| Джейн представляє матір футболіста, яка вийшла під заставу; клієнт Грейсона, старіючий актор, який скаржиться, що газета помилково надрукувала його некролог.                  |                    |                      |                 |                                   |                         |
| 7 | 7                  | «The Magic Bullet»   | Джеймі Беббіт   | Шон Шеппс                         | 23 серпня 2009          |
| Джейн представляє жінку, донька якої захворіла після дотримання дієти; Грейсон і Тері захищають Кім у судовому процесі проти сексуальних домагань.                             |                    |                      |                 |                                   |                         |
| 8 | 8                  | «Crazy»              | Мелані Мейрон   | Маурісса Танчароен                | 30 серпня 2009          |
| Джейн має довести адекватність своєї клієнтки; Кім і Грейсон розходяться в думках, коли покинута наречена хоче подати до суду на свою дружку.                                  |                    |                      |                 |                                   |                         |
| 9 | 9                  | «The Dress»          | Девід Петрарка  | Джош Берман                       | 13 вересня 2009         |
| Джейн обурюється, коли елітний бутік відмовляється продавати одяг для людей з комплекцією «плюс-сайз»; Грейсон представляє доньку старого друга.                               |                    |                      |                 |                                   |                         |
| 10 | 10                 | «Make Me a Match»    | Метт Гастінгс   | Таня Сент-Джон                    | 20 вересня 2009         |
| Джейн судиться зі службою знайомств за шахрайство; Грейсон і Кім ведуть справу з двома сестрами-екстрасенсами, що ворогують одна з одною.                                      |                    |                      |                 |                                   |                         |
| 11 | 11                 | «What If»            | Бетані Руні     | Джанетт Коллінз & Мімі Фрідман    | 27 вересня 2009         |
| Джейн береться за справу жінки, яка вважає, що її підмінили при народженні; Паркер хвилюється перед виступом у залі суду після тривалої перерви.                               |                    |                      |                 |                                   |                         |
| 12 | 12                 | «Dead Model Walking» | Рон Андервуд    | Емі Енгельберг & Венді Енгельберг | 4 жовтня 2009           |
| Джейн потрапляє в халепу, коли бере в клієнтки улюблену модель Деб; Грейсон і Кім беруться за справу на громадських засадах.                                                   |                    |                      |                 |                                   |                         |
| 13 | 13                 | «Grayson's Anatomy»  | Девід Петрарка  | Алекс Тауб & Джеффрі Ліппман      | 11 жовтня 2009          |
| Всі очікують на оголошення Паркера про нового партнера; Джейн приймає рішення рухатися далі й забути про Грейсона.                                                             |                    |                      |                 |                                   |                         |

### Сезон 2 (2010)
| № серії (загалом) | № серії (в сезоні) | Назва серії             | Режисер(и)     | Сценарист(и)                      | Оригінальна дата показу |
| --- | ------------------ | ----------------------- | -------------- | --------------------------------- | ----------------------- |
| 14 | 1                  | «Would I Lie to You?»   | Майкл Ленг     | Джош Берман                       | 6 червня 2010           |
| Джейн зустрічає на порозі таємного чоловіка колишньої Джейн; Тоні представляє Джейн на слуханні про позбавлення її права на адвокатську практику.       |                    |                         |                |                                   |                         |
| 15 | 2                  | «Back From the Dead»    | Мелані Мейрон  | Алекс Тауб                        | 13 червня 2010          |
| Джейн займається справою про опікунство над чоловіком, який страждає на амнезію; Грейсон організовує вечірку в пам'ять про день народження Деб.         |                    |                         |                |                                   |                         |
| 16 | 3                  | «The Long Road to Napa» | Джеймі Беббіт  | Джеремі Літтман & Морган Ґендел   | 20 червня 2010          |
| Джейн має справу з двома клієнтками, які одружені з одним і тим самим чоловіком; Кім береться за справу про опікунство.                                 |                    |                         |                |                                   |                         |
| 17 | 4                  | «Home Away From Home»   | Кевін Доулінг  | Джеффрі Ліппман                   | 27 червня 2010          |
| Тоні отримує новину, яка впливає на їхнє з Джейн майбутнє; Паркер і Кім зближуються поза межами адвокатської контори.                                   |                    |                         |                |                                   |                         |
| 18 | 5                  | «Senti-Mental Journey»  | Рік Розенталь  | Джанетт Коллінз & Мімі Фрідман    | 11 липня 2010           |
| Джейн має представляти свою матір у суді; стосунки Паркера та Кім поглиблюються; Грейсон активно залучений у справу про фінансову піраміду.             |                    |                         |                |                                   |                         |
| 19 | 6                  | «Begin Again»           | Майкл Ленг     | Девід Фейге                       | 18 липня 2010           |
| Джейн допомагає Грейсону захистити одну з вокалісток відомого поп-дуету; Паркер і Кім погоджуються допомогти власнику готелю типу BB (ліжко і сніданок) |                    |                         |                |                                   |                         |
| 20 | 7                  | «A Mother's Secret»     | Арлін Сенфорд  | Джош Берман                       | 25 липня 2010           |
| Мати Деб просить Джейн допомогти з юридичною справою; Кім і Грейсон працюють над справою про опіку над домашнім шимпанзе подружньої пари.               |                    |                         |                |                                   |                         |
| 21 | 8                  | «Queen of Mean»         | Майкл Гроссман | Емі Енгельберг & Венді Енгельберг | 1 серпня 2010           |
| Джейн представляє дизайнерку, яка намагається зупинити публікацію викривальної книги; Кім і Грейсон — трансгендерну жінку.                              |                    |                         |                |                                   |                         |
| 22 | 9                  | «Last Year's Model»     | Джеймі Беббіт  | Джеффрі Ліппман & Алекс Тауб      | 8 серпня 2010           |
| Паркер віддає Кім справу про вікову дискримінацію, яку принесла Джейн; Фред наймає Стейсі для вручення документів на розлучення.                        |                    |                         |                |                                   |                         |
| 23 | 10                 | «Will & Grayson»        | Девід Воррен   | Джеремі Літтман & Морган Ґендел   | 15 серпня 2010          |
| Джейн відвідує банкет, де її вшановують за допомогу поліції Лос-Анджелеса; Грейсон береться за справу, в якій фігурує колишній наречений Ванесси.       |                    |                         |                |                                   |                         |
| 24 | 11                 | «Good Grief»            | Бетані Руні    | Джанетт Коллінз & Мімі Фрідман    | 22 серпня 2010          |
| Джейн і Грейсон беруть справу чоловіка, який переживає втрату дружини; Паркер і Кім представляють продюсера реаліті-шоу побачень.                       |                    |                         |                |                                   |                         |
| 25 | 12                 | «Bad Girls»             | Джон Терлескі  | Емі Енгельберг & Венді Енгельберг | 29 серпня 2010          |
| Джейн представляє молоду дівчину, яка зазнає кібербулінгу; колишня партнерка Паркера повертається, щоб заручитися його допомогою в її розлученні.       |                    |                         |                |                                   |                         |
| 26 | 13                 | «Freeze the Day»        | Майкл Ленг     | Алекс Тауб & Джеффрі Ліппман      | 29 серпня 2010          |
| Джейн і Грейсон беруться за справу жінки, яка хоче піддатись кріогенній заморозці; Стейсі має поцілувати вдаваного чоловіка в рекламному ролику.        |                    |                         |                |                                   |                         |

### Сезон 3 (2011)
| № серії (загалом) | № серії (в сезоні) | Назва серії         | Режисер(и)        | Сценарист(и)                                         | Оригінальна дата показу |
| --- | ------------------ | ------------------- | ----------------- | ---------------------------------------------------- | ----------------------- |
| 27 | 1                  | «Hit and Run»       | Джеймі Беббіт     | Джош Берман                                          | 19 червня 2011          |
| Джейн чекає, поки Грейсон вийде з коми; пару знаменитостей звинувачують у скоєнні ДТП і втечі.                                                                    |                    |                     |                   |                                                      |                         |
| 28 | 2                  | «False Alarm»       | Майкл Гроссман    | Алекс Тауб                                           | 26 червня 2011          |
| Кім бере справу проти центру пластичної хірургії через смерть моделі; Грейсон просить Джейн допомогти йому спланувати весілля.                                    |                    |                     |                   |                                                      |                         |
| 29 | 3                  | «Dream Big»         | Марта Кулідж      | Роб Райт                                             | 10 липня 2011           |
| Джейн представляє жінку в судовому позові проти банку сперми, який використовувався для зачаття її сина; Фред просить колегу прикинутися його матір'ю.            |                    |                     |                   |                                                      |                         |
| 30 | 4                  | «The Wedding»       | Кевін Гукс        | Сенді Ісаак                                          | 17 липня 2011           |
| Джейн опиняється під дулом пістолета, коли забирає обручки Грейсона; Тері дає уроки танців Грейсону і Ванессі як подарунок на весілля.                            |                    |                     |                   |                                                      |                         |
| 31 | 5                  | «Prom»              | Джеймі Беббіт     | Сара Маклафлін                                       | 24 липня 2011           |
| Джейн представляє лесбійську пару, якій заборонено відвідувати випускний бал; Грейсон і Кім представляють чоловіка, якого покинула поштою наречена.               |                    |                     |                   |                                                      |                         |
| 32 | 6                  | «Closure»           | Майкл Гроссман    | Вільям Н. Фордес                                     | 31 липня 2011           |
| Джейн призначають працювати на громадських засадах в офісі окружного прокурора; Грейсон представляє Стейсі в судовому процесі щодо її відеоблогу.                 |                    |                     |                   |                                                      |                         |
| 33 | 7                  | «Mothers Day»       | Кевін Гукс        | Джеффрі Ліппман                                      | 7 серпня 2011           |
| Мати Джейн заарештовують; Грейсон переконує мати Деб подати до суду на місцеве казино за використання зображення Деб; Кім дає Фреду пораду щодо стосунків.        |                    |                     |                   |                                                      |                         |
| 34 | 8                  | «He Said, She Said» | Тім Метісон       | Емі Енгельберг & Венді Енгельберг                    | 14 серпня 2011          |
| Джейн представляє студентку коледжу, яка звинувачує футболіста у зґвалтуванні на побаченні; Кім обманом змушена допомагати сестрі у врегулюванні розлучення.      |                    |                     |                   |                                                      |                         |
| 35 | 9                  | «You Bet Your Life» | Двайт Літтл       | Роб Райт                                             | 21 серпня 2011          |
| Стейсі просить Джейн представляти їхню колишню «мати з жіночого студентського товариства»; Паркер і Кім представляють ботаніка, який виростив рідкісну квітку.    |                    |                     |                   |                                                      |                         |
| 36 | 10                 | «Toxic»             | Майкл Шульц       | Сенді Ісаак & Сара Маклафлін                         | 28 серпня 2011          |
| Коли Паркер забороняє Джейн братися за справу, вона вирішує підтримати свою клієнтку; Фреда починає турбувати зростаюча слава Стейсі.                             |                    |                     |                   |                                                      |                         |
| 37 | 11                 | «Ah Men»            | Роберт Дж. Вілсон | Адам Р. Перлман                                      | 4 вересня 2011          |
| Паркер і Джейн представляють одну з його колишніх подруг у судовому процесі проти страхової компанії; Кім представляє радикально налаштованого священнослужителя. |                    |                     |                   |                                                      |                         |
| 38 | 12                 | «Bride-a-Palooza»   | Майкл Гроссман    | Емі Енгельберг & Венді Енгельберг & Вільям Н. Фордес | 18 вересня 2011         |
| Джейн представляє жінку, яка здобула популярність своєю боротьбою за весільну сукню на весільному суперрозпродажі.                                                |                    |                     |                   |                                                      |                         |
| 39 | 13                 | «Change of Heart»   | Джеймі Беббіт     | Алекс Тауб & Джеффрі Ліппман                         | 25 вересня 2011         |
| Джейн і Кім надають юридичну допомогу засудженому до смертної кари; Грейсон захищає Стейсі у справі проти її колеги-зірки.                                        |                    |                     |                   |                                                      |                         |

### Сезон 4 (2012)
| № серії (загалом) | № серії (в сезоні) | Назва серії              | Режисер(и)        | Сценарист(и)                               | Оригінальна дата показу |
| --- | ------------------ | ------------------------ | ----------------- | ------------------------------------------ | ----------------------- |
| 40 | 1                  | «Welcome Back»           | Майкл Гроссман    | Джош Берман                                | 3 червня 2012           |
| Кім дізнається, що фірма у фінансовій скруті; Тері відправляють повернути Джейн додому; Стейсі звертається за порадою до гуру стосунків.                       |                    |                          |                   |                                            |                         |
| 41 | 2                  | «Home»                   | Двайт Літтл       | Алекс Тауб                                 | 10 червня 2012          |
| Джейн і Грейсон об'єднують зусилля у справі генія відеоігор; новий інвестор фірми втручається в особисте життя Джейн.                                          |                    |                          |                   |                                            |                         |
| 42 | 3                  | «Freak Show»             | Джон Мюррей       | Роб Райт                                   | 17 червня 2012          |
| Джейн береться за справу про неправомірне звільнення; Кім і Паркер представляють сестру Оуена на слуханні про розлучення.                                      |                    |                          |                   |                                            |                         |
| 43 | 4                  | «Winning Ugly»           | Джеймі Беббіт     | Альфонсо Г. Морено                         | 24 червня 2012          |
| Джейн і Кім беруться за справу проти продюсера реаліті-шоу; син Паркера приходить у фірму.                                                                     |                    |                          |                   |                                            |                         |
| 44 | 5                  | «Happily Ever After»     | Тім Метісон       | Емі Енгельберг & Венді Енгельберг          | 1 липня 2012            |
| Джейн представляє жінку, яка хоче розірвати шлюб з принцом Бутану, укладений за домовленістю.                                                                  |                    |                          |                   |                                            |                         |
| 45 | 6                  | «Rigged»                 | Дж. Міллер Тобін  | Лінн Е. Літт & Вільям Н. Фордес            | 8 липня 2012            |
| Джейн і Грейсон об'єднуються для розслідування справи, пов'язаної з несправною нафтовою вишкою; місцезнаходження Оуена невідоме.                               |                    |                          |                   |                                            |                         |
| 46 | 7                  | «Crushed»                | Майкл Гроссман    | Джош Берман                                | 15 липня 2012           |
| Мати Джейн просить її допомогти захистити дівчину, яку звинувачують у вбивстві; Тері та Стейсі дізнаються новини про Оуена.                                    |                    |                          |                   |                                            |                         |
| 47 | 8                  | «Road Trip»              | Кевін Гукс        | Джеффрі Ліппман                            | 22 липня 2012           |
| Джейн намагається обміркувати новину про Оуена; Джейн і Грейсон вирушають до Стенфордської школи права як запрошені лектори для колишнього викладача Джейн.    |                    |                          |                   |                                            |                         |
| 48 | 9                  | «Ashes to Ashes»         | Майкл Гроссман    | Роб Райт                                   | 5 серпня 2012           |
| Джейн і Грейсон захищають жінку, яка має залежність від поїдання праху свого померлого чоловіка.                                                               |                    |                          |                   |                                            |                         |
| 49 | 10                 | «Lady Parts»             | Роберт Дж. Вілсон | Альфонсо Г. Морено & Лінн Е. Літт          | 12 серпня 2012          |
| Джейн захищає мати Деб, коли проти неї подає позов студентка-танцівниця; Грейсон і Кім відстоюють пристойність скульптури.                                     |                    |                          |                   |                                            |                         |
| 50 | 11                 | «Family Matters»         | Огі Гесс          | Емі та Венді Енгельберг & Вільям Н. Фордес | 19 серпня 2012          |
| Джейн представляє матір дівчинки-підлітки, яка перебуває на апараті життєзабезпечення; Тері та Люк прикидаються Джейн та Оуеном на дегустації весільного меню. |                    |                          |                   |                                            |                         |
| 51 | 12                 | «Picks & Pakes»          | Джеймі Беббіт     | Джошуа В. Гілберт & Оскар Бальдеррама      | 26 серпня 2012          |
| Джейн стає інтернет-сенсацією, коли випадково ставить синець під оком Ненсі Грейс у прямому ефірі; бізнес Стейсі опиняється під загрозою.                      |                    |                          |                   |                                            |                         |
| 52 | 13                 | «Jane's Getting Married» | Майкл Гроссман    | Джош Берман & Джеффрі Ліппман              | 9 вересня 2012          |
| Джейн і Грейсон беруться за справу чоловіка, чия дружина відмовляється від життєво необхідної операції; Грейсон зізнається у своїх почуттях до Джейн.          |                    |                          |                   |                                            |                         |

### Сезон 5 (2013)
| № серії (загалом) | № серії (в сезоні) | Назва серії              | Режисер(и)        | Сценарист(и)                       | Оригінальна дата показу |
| --- | ------------------ | ------------------------ | ----------------- | ---------------------------------- | ----------------------- |
| 53 | 1                  | «Back from the Dead»     | Роберт Дж. Вілсон | Джош Берман                        | 23 червня 2013          |
| Джейн шукає свого зниклого нареченого; Люк повідомляє Джейн, що «минула Джейн» повернулася на Землю; у Джейн з'являється несподіваний гість.                        |                    |                          |                   |                                    |                         |
| 54 | 2                  | «The Real Jane»          | Майкл Гроссман    | Джош Берман                        | 30 червня 2013          |
| Джейн працює з «минулою Джейн»; Грейсон і Кім беруться за справу про незаконне звільнення; Кім намагається впоратися з відсутністю Паркера.                         |                    |                          |                   |                                    |                         |
| 55 | 3                  | «Surrogates»             | Дж. Міллер Тобін  | Джеффрі Ліппман & Девід Фейге      | 7 липня 2013            |
| Джейн бореться зі своїми особистими почуттями, представляючи покинуту наречену; Кім і Грейсон представляють сурогатну матір.                                        |                    |                          |                   |                                    |                         |
| 56 | 4                  | «Cheaters»               | Девід Гроссман    | Емі та Венді Енгельберг            | 14 липня 2013           |
| Джейн і Оуен — партнери у справі підлітка, якого звинувачують у шахрайстві на іспитах; Кім і Грейсон захищають власника собаки.                                     |                    |                          |                   |                                    |                         |
| 57 | 5                  | «Secret Lives»           | Майкл Гроссман    | Марті Скотт                        | 21 липня 2013           |
| Джейн намагається справити враження на Оуена та власників бейсбольної команди, представляючи бейсболіста, якого звинувачують у вбивстві.                            |                    |                          |                   |                                    |                         |
| 58 | 6                  | «Fool for Love»          | Майкл Гроссман    | Стів Ліхтман                       | 28 липня 2013           |
| Джейн намагається помиритися з Оуеном; Кім протистоїть Ванессі у справі про права на відеогру.                                                                      |                    |                          |                   |                                    |                         |
| 59 | 7                  | «Missed Congeniality»    | Бетані Руні       | Девід Фейге & Джеффрі Ліппман      | 4 серпня 2013           |
| Джейн і Грейсон представляють учасницю конкурсу, яку позбавили корони; Кім представляє свого батька, коли він втрачає роботу.                                       |                    |                          |                   |                                    |                         |
| 60 | 8                  | «50 Shades of Grayson»   | Майкл Гроссман    | Джош Берман & Марті Скотт          | 11 серпня 2013          |
| Після дівич-вечора Джейн має захищати нареченого нареченої; Кім представляє домогосподарку, яка стверджує, що її онлайн-роман є плагіатом.                          |                    |                          |                   |                                    |                         |
| 61 | 9                  | «Trust Me»               | Майкл Гроссман    | Зак Хаґ                            | 6 жовтня 2013           |
| Низка невдалих юридичних подій ставить під загрозу існування фірми «Гаррісон & Паркер»; Грейсон захищає чоловіка, якого зняли з рейсу.                              |                    |                          |                   |                                    |                         |
| 62 | 10                 | «The Kiss»               | Джеймі Беббіт     | Емі Енгельберг & Девід Фейге       | 13 жовтня 2013          |
| Джейн представляє жінку в судовому процесі про заподіяння тілесних ушкоджень; чоловік наймає Грейсона та Оуена, коли акціонери намагаються завадити його одруженню. |                    |                          |                   |                                    |                         |
| 63 | 11                 | «One Shot»               | Двайт Літтл       | Венді Енгельберг & Джеффрі Ліппман | 20 жовтня 2013          |
| Джейн захищає жінку, яку змусили піти в програму захисту свідків; Оуен представляє підліткову зірку.                                                                |                    |                          |                   |                                    |                         |
| 64 | 12                 | «Guess Who's Coming»     | Майкл Гроссман    | Ерік Бухман                        | 27 жовтня 2013          |
| Джейн представляє мати Деб у справі про сексуальні домагання; Оуен відправляє Грейсона в поїздку до Вайомінгу.                                                      |                    |                          |                   |                                    |                         |
| 65 | 13                 | «Jane's Secret Revealed» | Роберт Дж. Вілсон | Джош Берман                        | 3 листопада 2013        |
| Джейн пропонує представляти фермера-аміша у справі проти великої нафтової компанії; Грейсон і Джейн відкрито говорять про свої почуття.                             |                    |                          |                   |                                    |                         |

### Сезон 6 (2014)
| № серії (загалом) | № серії (в сезоні) | Назва серії            | Режисер(и)        | Сценарист(и)                       | Оригінальна дата показу |
| --- | ------------------ | ---------------------- | ----------------- | ---------------------------------- | ----------------------- |
| 66 | 1                  | «Truth & Consequences» | Роберт Дж. Вілсон | Джош Берман                        | 23 березня 2014         |
| Джейн береться за справу на громадських засадах, щоб допомогти працівниці шкільної їдальні; до Оуена приїжджає брат, який живе окремо; Стейсі та Нік ідуть на побачення. |                    |                        |                   |                                    |                         |
| 67 | 2                  | «Soulmates?»           | Майкл Гроссман    | Емі Енгельберг & Девід Фейге       | 23 березня 2014         |
| Джейн відкривається Грейсону; новий адвокат замінює Кім; Джейн викликає Оуена до суду, щоб отримати допомогу у справі; Грейсон запрошує Джейн на побачення.              |                    |                        |                   |                                    |                         |
| 68 | 3                  | «First Date»           | Роберт Дж. Вілсон | Джеффрі Ліппман & Венді Енгельберг | 30 березня 2014         |
| Стейсі допомагає Джейн підготуватися до побачення; Грейсон представляє жінку, яку виселяють з її житла для малозабезпечених верств населення.                            |                    |                        |                   |                                    |                         |
| 69 | 4                  | «Life & Death»         | Майкл Гроссман    | Джош Берман & Марті Скотт          | 6 квітня 2014           |
| Грейсон просить Джейн допомогти йому у справі молодого вдівця; Кім звертається за допомогою до Оуена у справі 12-річного вихованця інтернату.                            |                    |                        |                   |                                    |                         |
| 70 | 5                  | «Cheers & Jeers»       | Роберт Дж. Вілсон | Джеффрі Ліппман & Девід Фейге      | 13 квітня 2014          |
| Джейн береться за справу про цькування чирлідерки, а Пол потрапляє в халепу через накопичення боргів.                                                                    |                    |                        |                   |                                    |                         |
| 71 | 6                  | «Desperate Housewife»  | Майкл Гроссман    | Емі Енгельберг & Венді Енгельберг  | 27 квітня 2014          |
| Стейсі переймається за свою майбутню дитину; Грейсон і Джейн разом працюють над справою, що стосується національної безпеки.                                             |                    |                        |                   |                                    |                         |
| 72 | 7                  | «Sister Act»           | Роберт Дж. Вілсон | Джош Берман & Марті Скотт          | 4 травня 2014           |
| Джейн і Грейсон проводять ніч разом; Оуен захищає мера Малібу; Джейн представляє дівчинку-підлітку, якій потрібен донорський кістковий мозок.                            |                    |                        |                   |                                    |                         |
| 73 | 8                  | «Identity Crisis»      | Роберт Дж. Вілсон | Девід Фейге & Емі Енгельберг       | 11 травня 2014          |
| Джейн представляє студента-трансгендера; Грейсон береться за справу про вбивство студента коледжу.                                                                       |                    |                        |                   |                                    |                         |
| 74 | 9                  | «Hope and Glory»       | Бетані Руні       | Джеффрі Ліппман & Венді Енгельберг | 18 травня 2014          |
| Досвід Грейсона підштовхує його до серйозного кроку; Джейн пропонує свої послуги громаді, яка постраждала від випарів фабрики гострих соусів.                            |                    |                        |                   |                                    |                         |
| 75 | 10                 | «No Return»            | Майкл Гроссман    | Джош Берман & Марті Скотт          | 1 червня 2014           |
| Джейн береться за справу про ДТП у стані алкогольного сп'яніння; Стейсі намагається переконати Оуена почати вести здоровий спосіб життя.                                 |                    |                        |                   |                                    |                         |
| 76 | 11                 | «Afterlife»            | Двайт Літтл       | Марті Скотт & Тайлер Дінуччі       | 8 червня 2014           |
| Джейн намагається довести невинуватість людини, засудженої до смертної кари; Кім представляє танцювальну трупу в справі про крадіжку їхнього номеру поп-зіркою.          |                    |                        |                   |                                    |                         |
| 77 | 12                 | «Hero»                 | Дж. Міллер Тобін  | Ерік Бухман                        | 15 червня 2014          |
| Кім і Оуен не підтримують новий роман Джейн; супергерой у масці рятує Кім від пограбування.                                                                              |                    |                        |                   |                                    |                         |
| 78 | 13                 | «It Had To Be You»     | Роберт Дж. Вілсон | Джош Берман                        | 22 червня 2014          |
| Оуен і Кім намагаються поговорити з Джейн про її стосунки з Ієном; Оуен і Джейн опиняються по різні боки однієї справи.                                                  |                    |                        |                   |                                    |                         |